# Musaranya de crani pla
La musaranya de crani pla (Sorex roboratus) és una espècie de mamífer de la família de les musaranyes (Soricidae). Viu a Mongòlia i Rússia. El seu nom específic, roboratus, significa ‘reforçada’ en llatí.